# Potencjał grawitacyjny
Potencjał pola grawitacyjnego – wielkość skalarna opisująca pole grawitacyjne, równa stosunkowi energii potencjalnej punktu materialnego umieszczonego w rozpatrywanym punkcie pola do masy tego punktu materialnego.
Jeżeli źródłem pola grawitacyjnego jest ciało o symetrii sferycznej, np. jednorodna kula, jednorodna sfera, wówczas potencjał jest wyrażony wzorem:
{\displaystyle \phi =-G{\frac {M}{r}},}
gdzie:
{\displaystyle \phi } – potencjał pola grawitacyjnego,
{\displaystyle G} – stała grawitacji,
{\displaystyle M} – masa ciała będącego źródłem potencjału,
{\displaystyle r} – odległość ciała próbnego od źródła pola.
Jednostką potencjału pola grawitacyjnego jest J/kg.
Siła grawitacyjna {\displaystyle \mathbf {F} _{g}} i potencjał pola grawitacyjnego {\displaystyle \phi } są związane zależnością
{\displaystyle \mathbf {F} _{g}=-m\,\operatorname {grad} \,\phi (r).}
Energia potencjalna ciała próbnego o masie {\displaystyle m} znajdującego się w punkcie {\displaystyle \mathbf {r} } w polu grawitacyjnym ciała o masie {\displaystyle M} to
{\displaystyle E_{p}(\mathbf {r} )=m\,\phi (\mathbf {r} ).}
Praca potrzebna do przesunięcia ciała próbnego o masie {\displaystyle m} z punktu 1 do punktu 2 przeciwko sile ciążenia jest równa iloczynowi masy tego ciała i różnicy potencjałów między tymi punktami
{\displaystyle W_{12}=m\Delta \phi =m(\phi _{2}-\phi _{1}).}